# Jardin de la victoire

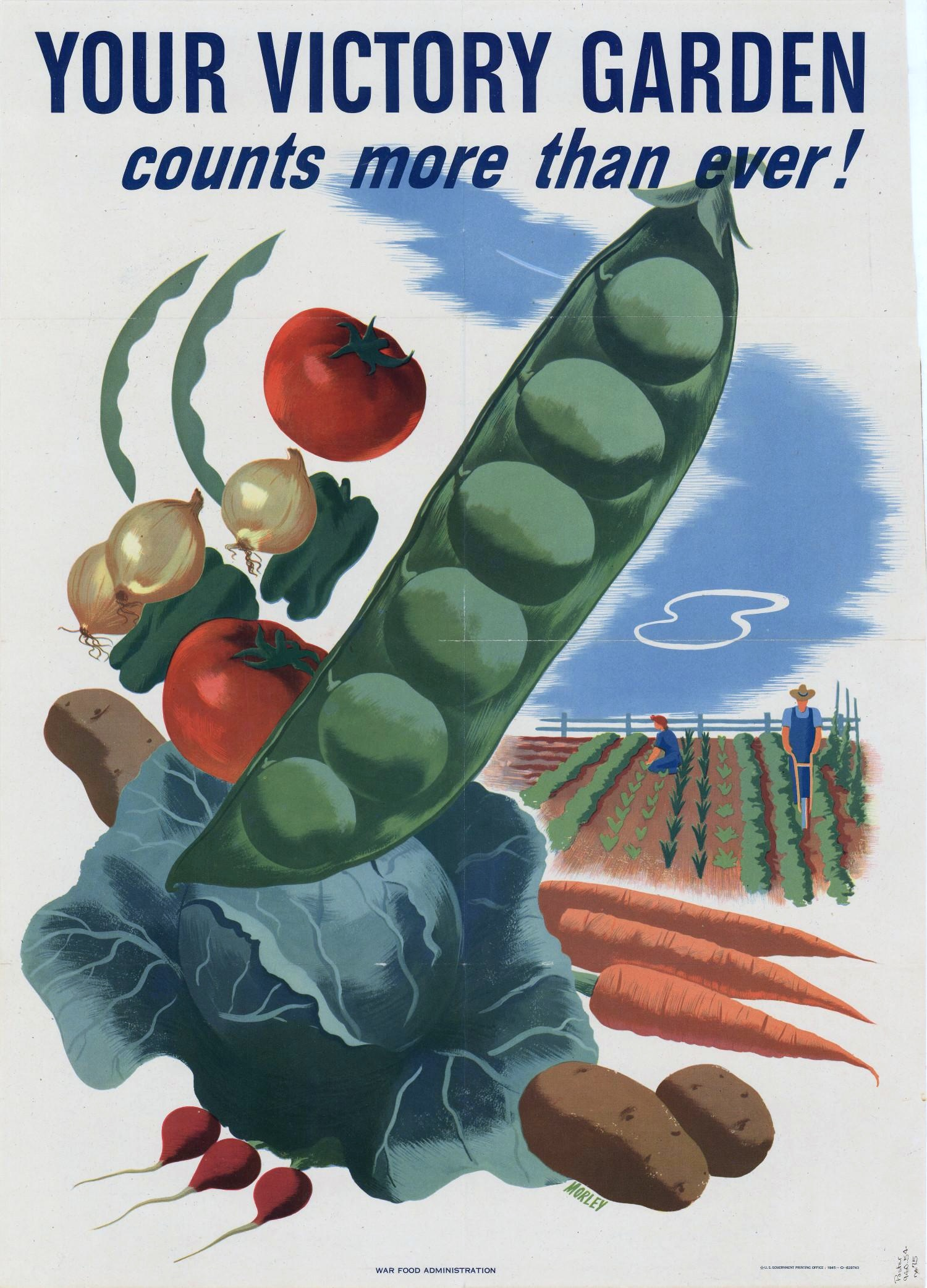
Affiche américaine de la Seconde Guerre mondiale pour la promotion des jardins de la victoire.

Les Jardins de la victoire (en anglais Victory gardens), appelés également « jardins de guerre » ou « potagers pour la défense », étaient, aux États-Unis, au Royaume-Uni, au Canada ainsi qu'en Allemagne, des jardins potagers cultivés dans des résidences privées ou dans des parcs publics pendant la Première et la Seconde Guerre mondiale.
Ils étaient destinés à diminuer la pression  provoquée par l'effort de guerre sur l'approvisionnement alimentaire public.
Outre l'aide indirecte qu'ils apportaient à l'effort de guerre, ces jardins étaient également considérés comme stimulant l'esprit de corps chez les civils ; en cela les jardiniers pouvaient se sentir investis par leur contribution de travail et récompensés par les produits récoltés.
Les jardins de la victoire firent partie de la vie quotidienne sur le front intérieur.

## Pendant la Première Guerre mondiale

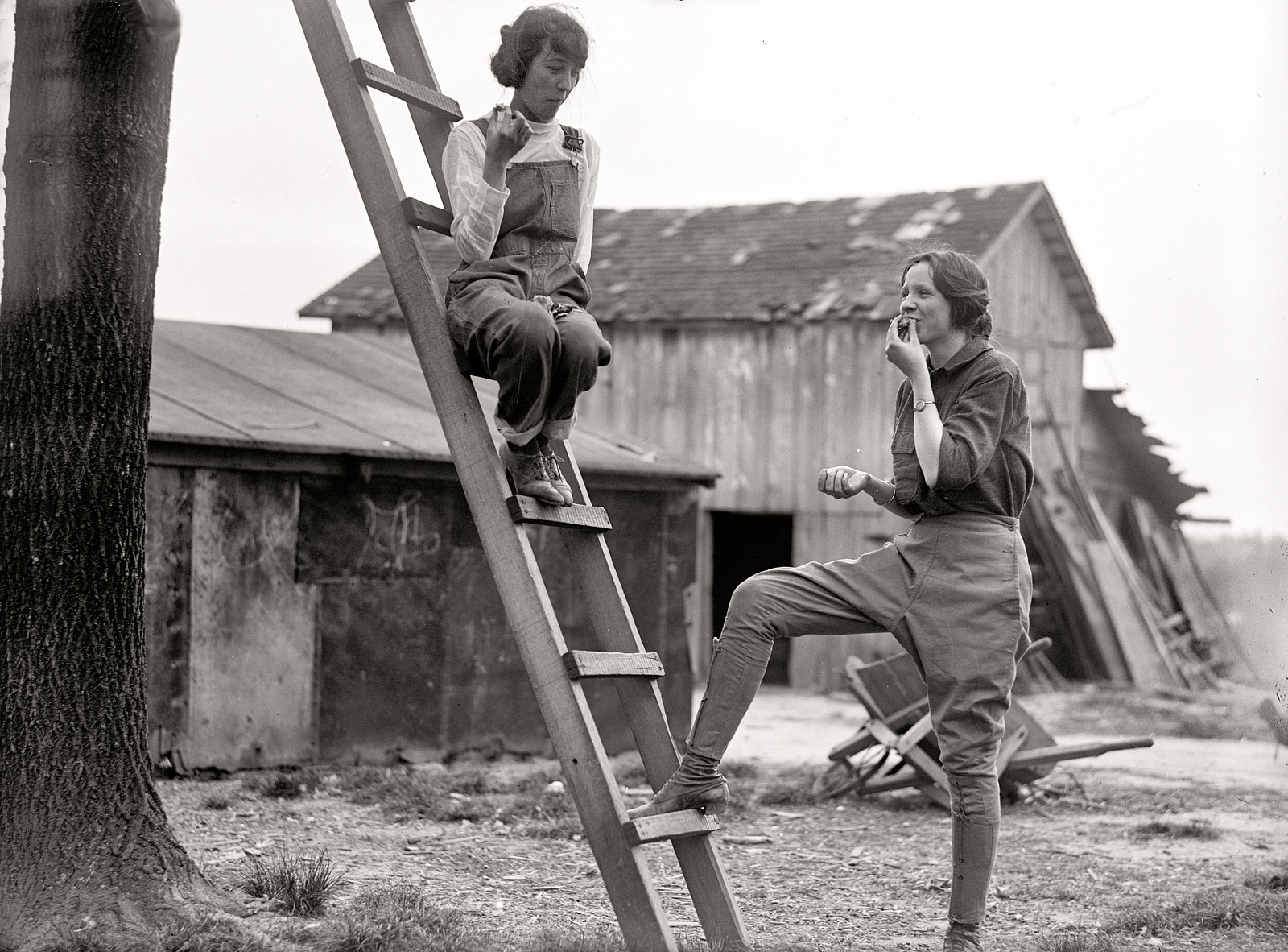
Deux « jardiniers de guerre » américains en 1918.

En mars 1917, Charles Lathrop Pack organisa aux États-Unis la « Commission nationale du jardin de guerre » (National War Garden Commission) et lança la campagne des jardins de guerre juste avant l'entrée des États-Unis dans la Première Guerre mondiale. Pendant la Première Guerre mondiale, la production alimentaire avait diminué de façon spectaculaire, en particulier en Europe, où la main-d'œuvre agricole avait été mobilisée dans les armées et où une partie des fermes restantes avaient été dévastées par le conflit. 
Pack conçut l'idée que les fournitures alimentaires pourraient être grandement augmentées sans faire appel à des terres ou de la main-d'œuvre déjà occupées par l'agriculture, et sans recourir de façon significative aux moyens de transport nécessaires à l'effort de ce conflit. 
La campagne poussait à la mise en culture de terres disponibles, privées ou publiques, autorisant la création de plus de cinq millions de jardins et la production de denrées alimentaires pour plus de 1,2 milliard de dollars à la fin de la guerre.

## Pendant la Seconde Guerre mondiale
Les jardins potagers communautaires ou familiaux sont réapparus au début du New Deal et furent alors élevés au rang de stratégie de subsistance pour les chômeurs. Au lendemain de l'attaque de Pearl Harbor et l'entrée des États-Unis dans la Seconde Guerre mondiale, l’enthousiasme populaire fit céder les résistances des fonctionnaires du ministère de l’Agriculture et fit des « jardins de la victoire » le dispositif central de la campagne nationale « Food Fights for Freedom ».
Alors qu'en Grande-Bretagne les aliments en conserve étaient régulièrement rationnés, une campagne d'affichage (Plant more in '44!) encourageait la plantation de jardins de la victoire par près de 20 millions d'Américains. Ces jardins ont produit jusqu'à 40 % de l'ensemble des productions végétales consommées au niveau national.
On expliquait aux citadins et banlieusards du « front intérieur » que la production de leurs jardins aiderait à faire baisser le prix des légumes dont le ministère américain de la Guerre avait besoin pour nourrir les troupes, et que l'argent ainsi économisé pouvait être affecté à d'autres dépenses militaires : une affiche américaine disait « Notre nourriture combat ».
Une des causes importantes des pénuries alimentaires aux États-Unis fut l'incarcération des Japonais-Américains. 
Selon le California Farm Bureau, les agriculteurs japonais fournissaient 40 % de la production californienne de légumes, pour une valeur de plus de 40 millions de dollars chaque année. Ils furent pourtant contraints d'abandonner environ 200 000 acres (environ 80 000 hectares) de terres agricoles, terres transférées à des immigrants européens ou américains de la région du Dust Bowl. N'étant pas familiers du climat californien, ceux-ci furent incapables d'égaler la production des agriculteurs japonais expérimentés. Ces pénuries alimentaires entraînèrent la mise en œuvre de politiques encourageant les jardins de la victoire.
Bien qu'au début le ministère américain de l'Agriculture s'opposât à l'institution par Eleanor Roosevelt d'un jardin de la victoire dans le domaine de la Maison-Blanche, craignant qu'une telle initiative irrite l'industrie agro-alimentaire, une information sommaire sur le jardinage apparut dans des brochures publiques distribuées tant par le ministère américain de l'Agriculture, que par des entreprises agroalimentaires telles que International Harvester et Beech-Nut. Selon le ministère américain de l'Agriculture, plus de 20 millions de jardins de la victoire ont été cultivés. Les fruits et légumes récoltés dans ces jardins privatifs ou communautaires ont été estimés à 9-10 millions de tonnes, montant équivalent à la totalité de la production commerciale de légumes frais.

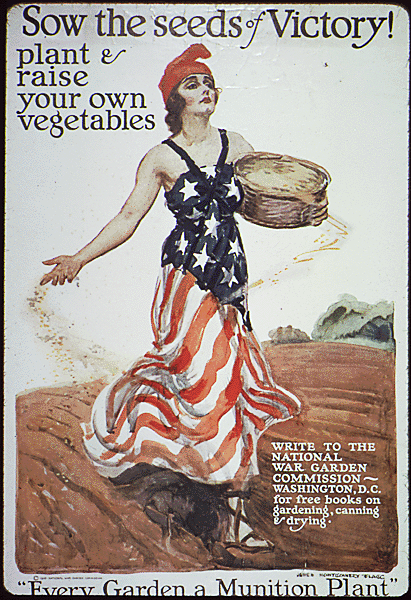
Semez les graines de la victoire ! Affiche américaine de la Première Guerre mondiale.

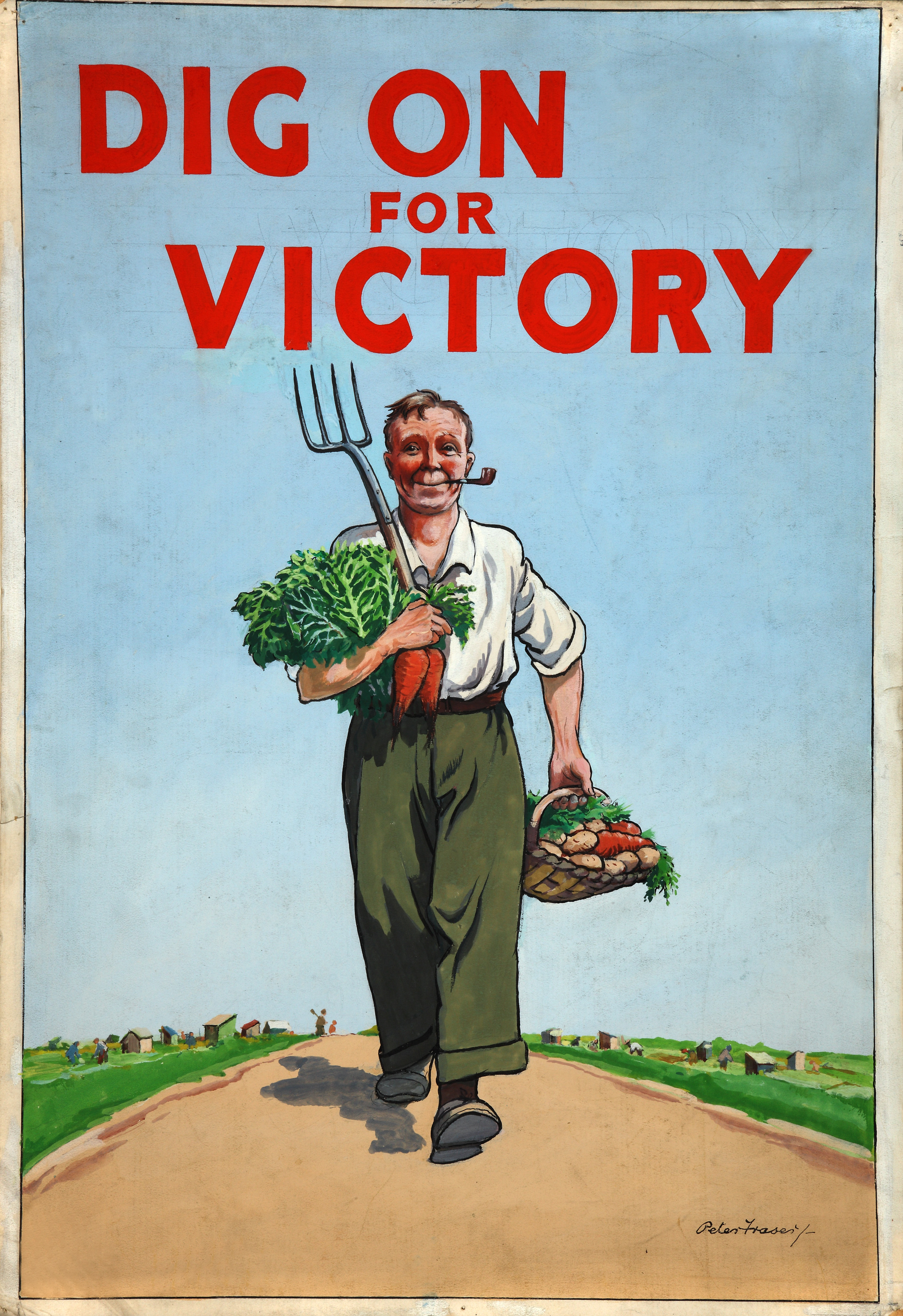
Béchez pour la victoire, affiche britannique de Peter Fraser.

Des jardins de la victoire ont été cultivés dans les arrière-cours des maisons ou sur le toit au sommet d'immeubles d'habitation, sans oublier quelques terrains vagues « réquisitionnés pour l'effort de guerre » et transformés en champ de maïs ou carré de courges. Pendant la Seconde Guerre mondiale, des parcelles de pelouse ont été labourées en public à Hyde Park (Londres) pour faire connaître le mouvement. À New York, les pelouses  entourant la maison vide, Riverside, de Charles M. Schwab, furent sacrifiées pour faire place à des jardins de la victoire, de même qu'une partie du Golden Gate Park de San Francisco (Californie).
En 1946, la guerre étant finie, de nombreux habitants abandonnèrent les jardins de la victoire car ils s'attendaient à ce que la disponibilité des produits alimentaires s'améliore. Cependant, les pénuries persistèrent au Royaume-Uni.

## En temps de paix
Le jardin de la victoire Fenway, dans le parc des Back Bay Fens à Boston (Massachusetts), et le jardin communautaire Dowling à Minneapolis (Minnesota), encore en activité, sont les derniers exemples publics survivants depuis la Seconde Guerre mondiale. La plupart des carrés du jardin de la victoire Fenway sont maintenant plantés de fleurs au lieu de légumes tandis que le jardin communautaire Dowling reste fidèle aux légumes.
Depuis le tournant du XXe au XXIe siècle, un intérêt croissant pour ces jardins s'est manifesté, via l'essor des jardins familiaux en Europe, où ils ne sont pas associés à cette image de la guerre. Aux États-Unis, une campagne populaire pour la promotion de ce type de jardins a récemment vu le jour sous la forme de nouveaux jardins créés dans des espaces publics, de sites Internet et de blogs sur les jardins de la victoire, ainsi que de pétitions pour à la fois relancer une campagne nationale pour les jardins de la victoire et encourager la re-création d'un jardin de la victoire à la Maison-Blanche. En mars 2009, la Première dame, Michelle Obama, a planté un jardin potager de 100 m2 dans la pelouse de la Maison-Blanche, le premier depuis celui d'Eleanor Roosevelt, pour sensibiliser la population à une alimentation saine.